# Xã Paoli, Quận Orange, Indiana
Xã Paoli (tiếng Anh: Paoli Township) là một xã thuộc quận Orange, tiểu bang Indiana, Hoa Kỳ. Năm 2010, dân số của xã này là 6.031 người.